# Schistophyllum synanthum
Schistophyllum synanthum là một loài Rêu trong họ Fissidentaceae. Loài này được (Mitt.) Lindb. mô tả khoa học đầu tiên năm 1887.